# Ian McDonald (hudebník)
Ian McDonald (25. června 1946 Osterley, Middlesex – 9. února 2022 New York) byl britský hudebník, multiinstrumentalista (především saxofonista, dále také hráč na další dechové nástroje, kytarista a klávesista), zakládající člen skupin King Crimson a Foreigner.
McDonald přišel v roce 1968 do skupiny Giles, Giles and Fripp, která se na podzim toho roku přeměnila v King Crimson. V roce 1969 tato skupina nahrála a vydala své první album In the Court of the Crimson King, na kterém se McDonald výrazně skladatelsky podílel. Na konci toho roku ale kapelu s bubeníkem Michaelem Gilesem opustil a společně nahráli album McDonald and Giles. S King Crimson spolupracoval ještě na albu Red (1974) jako studiový hudebník. Po vzniku alba začaly mezi McDonaldem a kapelou rozhovory o jeho návratu. Ty ale nemohly být uskutečněny, neboť Robert Fripp King Crimson náhle rozpustil.
Ian McDonald v roce 1976 založil hardrockovou skupinu Foreigner, ve které působil do roku 1980.
V roce 2002 vznikla z bývalých členů King Crimson skupina 21st Century Schizoid Band, hrající crimsonovské skladby z přelomu 60. a 70. let, a její součástí se stal i McDonald.